# 极限状态设计法
极限状态设计法（英語：Limit state design，縮寫：LSD），又称荷载与抵抗力因子设计法（英語：Load and resistance factor design，縮寫：LRFD），是一种用于结构工程的设计方法。极限状态是当结构处于超过此状态时就不能够满足设计标准的一种状态。这种状态可以是某种荷载程度，或在作用于此结构的其它动作。设计标准是确保结构完整性、可使用性、耐久度和其它设计要求。用极限状态设计法设计的结构要能够承受其现实使用周期中可能发生的作用，并且能够保持可使用性，在各个极限状态下有着足够的可靠等级。基于极限状态设计法的建筑规范的规程中其实就已指明适当可靠等级的含义。